# Disko
"Disko" (em português: Discoteca) é a canção que representou a Eslovénia no Festival Eurovisão da Canção 2022 que teve lugar em Turim. A canção foi selecionada através de uma final nacional a 19 de fevereiro de 2022. Na semifinal do dia 10 de maio, a canção não constou de entre os dez qualificados, pois terminou a semifinal em 17º e último lugar com 15 pontos.